# Ayça Aykaç
Ayça Aykaç (ur. 27 lutego 1996 w Izmirze) – turecka siatkarka, reprezentantka kraju, grająca na pozycji libero.
W 2013 roku zajęła 9. miejsce na Mistrzostwach Świata Kadetek. Wraz z reprezentantkami Turcji były 10 drużyną Mistrzostw Świata Juniorek w 2015 roku. i na Mistrzostwach Świata Kadetek 4. miejsce. W 2018 roku przegrała z reprezentacją Polski o brązowy medal Mistrzostw Europy Juniorek. Wraz z reprezentacją Turcji była 4 drużyną Mistrzostw Świata Juniorek w 2019 roku.

## Sukcesy klubowe
Liga Mistrzyń:
- 2017, 2018[2], 2022[3], 2023[4]
- 2016, 2021
- 2019

Mistrzostwo Turcji:
- 2016, 2018, 2019, 2021, 2022[5], 2025[6]
- 2017, 2023[7], 2024[8]

Klubowe Mistrzostwa Świata:
- 2017, 2018, 2021
- 2022[9], 2023[10]
- 2016

Superpuchar Turcji:
- 2017, 2021, 2023[11]

Puchar Turcji:
- 2018, 2021, 2022[12], 2023[13]

## Sukcesy reprezentacyjne
Mistrzostwa Europy Kadetek:
- 2013

Mistrzostwa Europy Juniorek:
- 2014

Mistrzostwa Świata U-23:
- 2017

Liga Narodów:
- 2023[14]
- 2021

Mistrzostwa Europy:
- 2023[15]
- 2021

## Nagrody indywidualne
- 2023: Najlepsza libero Klubowych Mistrzostw Świata[16]